# Sixto Ibáñez
Sixto Ibáñez, född 2 april 1909, var en argentinsk friidrottare. Han deltog vid olympiska sommarspelen 1948.